# ارنستاس درینگاس
ارنستاس درینگاس (لیتوانیایی: Ernestas Deringas؛ زادهٔ ۱۸۹۹ - درگذشته نامشخص) بازیکن فوتبال اهل لیتوانی بود.
وی همچنین در تیم ملی فوتبال لیتوانی بازی کرده‌است.